# Історія грецького мистецтва
Історія грецького мистецтва розпочалася за часів Кікладської та Мінойської цивілізацій, продовжилась у наступні геометричний, архаїчний та класичний періоди (з подальшим розвитком у елліністичний). З перебігом історії грецьке мистецтво поглинало впливи східних цивілізацій, давньоримського мистецтва та його покровителів, ортодоксального християнства у візантійську еру та італійські та європейські в цілому ідеї від періоду романтизму (з пожвавленням в часи грецької революції) до модернізму та постмодернізму.
Грецьке мистецтво має переважно 5 виразів: архітектура, скульптура, живопис, гончарна справа та виробництво ювелірних прикрас.

## Стародавній період

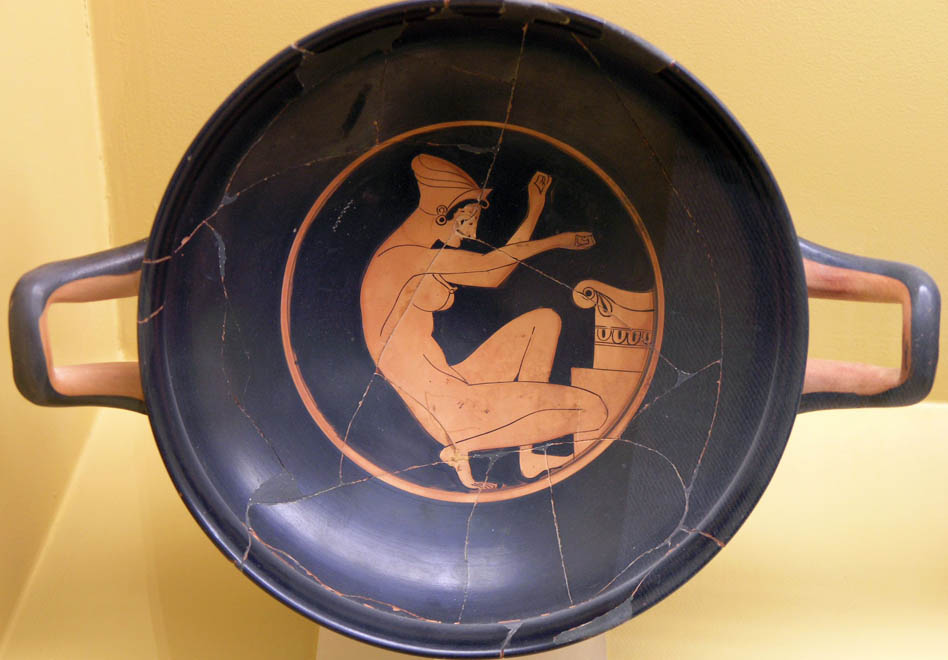
Жінка схилилася перед вівтарем. Червонофігурний килик з Аттики, 5 ст. до н. е., Stoa of Attalos

Створення виробів мистецтва в Греції почалися у доісторичних догрецьких Кікладській та Мінойській цивілізаціях, на які вчинили вплив і місцеві традиції, і мистецтво Стародавнього Єгипту.
Після них науковці виділять три періоди давньогрецького мистецтва, які приблизно відповідають історичним періодам з такими ж назвами: архаїчний, класичний та елліністичний. Архаїчна Греція як правило датується від 1000 р. до н. е. Перські війни між 480 та 448 р. до н. е.  як правило вважаються межею між архаїчним та класичним періодами, а смерть Олександра Македонського у 323 р. до н. е. вважається межею між класичним та елліністичним періодами. Звичайно, різні форми мистецтва розвивались з різною швидкістю у різних частинах Греції, та певним чином відрізнялись у різних митців , і різкого переходу від одного мистецького періоду до другого не було.
Мистецтво Стародавньої Греції вчинило величезний вплив на культуру багатьох країн з давніх часів до сучасності, що особливо помітно в скульптурі та архітектурі. На Заході мистецтво Римської імперії значною мірою отримувало натхнення з грецьких зразків. На Сході завоювання Александра Македонського розпочали декілька століть обміну між культурами Греції, Центральної Азії та Індії, що створило греко-буддистське мистецтво, з впливом аж до Японії. Після Відродження в Європі, естетика гуманізму та високі технічні стандарти давньогрецького мистецтва надихали декілька поколінь європейських митців.

## Візантійський період

Мозаїка монастиря Дафні (бл. 1100 р.)

Візантійське мистецтво є мистецтвом Візантійської або Східної Римської імперії з 5-го ст. н. е. до падіння Константинополя у 1453 р.
Це термін також може використовуватись для мистецтва держав, які були сучасниками, але не частиною, імперії та поділяли її мистецтво, наприклад Болгарія, Україна (напр. Київська Русь), та Венеція, яка мала тісні зв'язки з Візантією незважаючи на те, що в інших аспектах була частиною західноєвропейської культури. Термін також може використовуватись для мистецтва народів колишньої Візантійської імперії під правлінням Османської імперії після 1453 р. У деяких аспектах візантійська мистецька традиція продовжується у країнах з православною церквою до сьогодні.
Візантійське мистецтво походило з давньогрецького і принаймні до 1453 року не відходило від класичної спадщини. Однак воно все ж мало декілька відмінних рис. Найбільш значущою з них була заміна давньогрецької естетики гуманізму на християнську етику. Якщо метою класичного мистецтва було прославляння людини, то візантійського — прославляння Бога. Замість оголених людей, з'явилися фігури Бога-Отця, Ісуса Христа, Діви Марії, святих та мучеників, які поступово стали домінуючим — та практично єдиним — фокусом візантійського мистецтва.
Македонське мистецтво (деколи також називають «Македонське відродження») — візантійське мистецтво за часів Македонської династії. Він розпочався з правлінням імператора Василія I з Македонської династії у 867 році, після скасування заборони на ікони (завершення іконоборства) та тривав до падіння цієї династії у середині 11 ст. Він збігся з Оттонським відродженням у Західній Європі. Спочатку розвивався живопис, та різьба по слоновій кістці (хоча скульптура в цілому для візантійського мистецтва була дуже нехарактерною). По мірі покращення військової ситуації Візантійської імперії, почала розвиватися архітектура — були замовлені нові церкви. Стиль візантійської церковної мозаїки стандартизованим. Найкраще збережені зразки — монастир Осіос-Лукас на материковій частині Греції та кафолікон монастиря Неа-Моні на острові Хіос.

## Поствізантійський та сучасний період

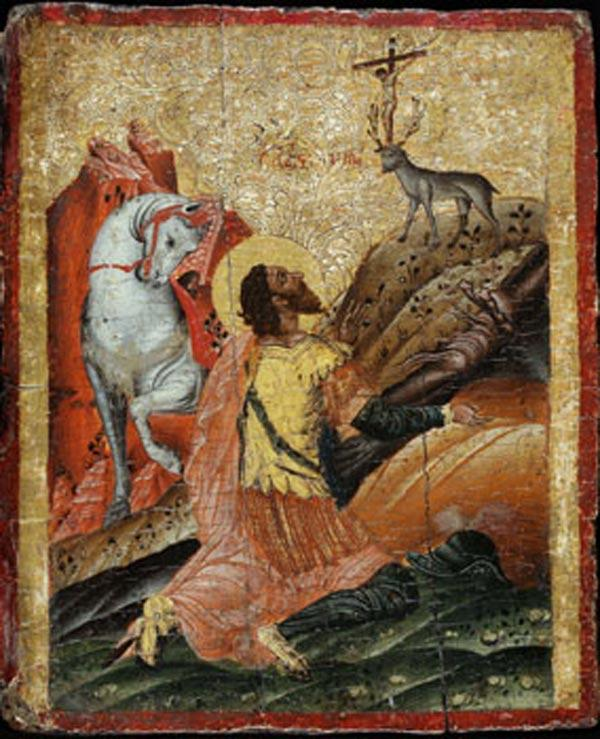
Ікона Святого Євстахія, Критська школа

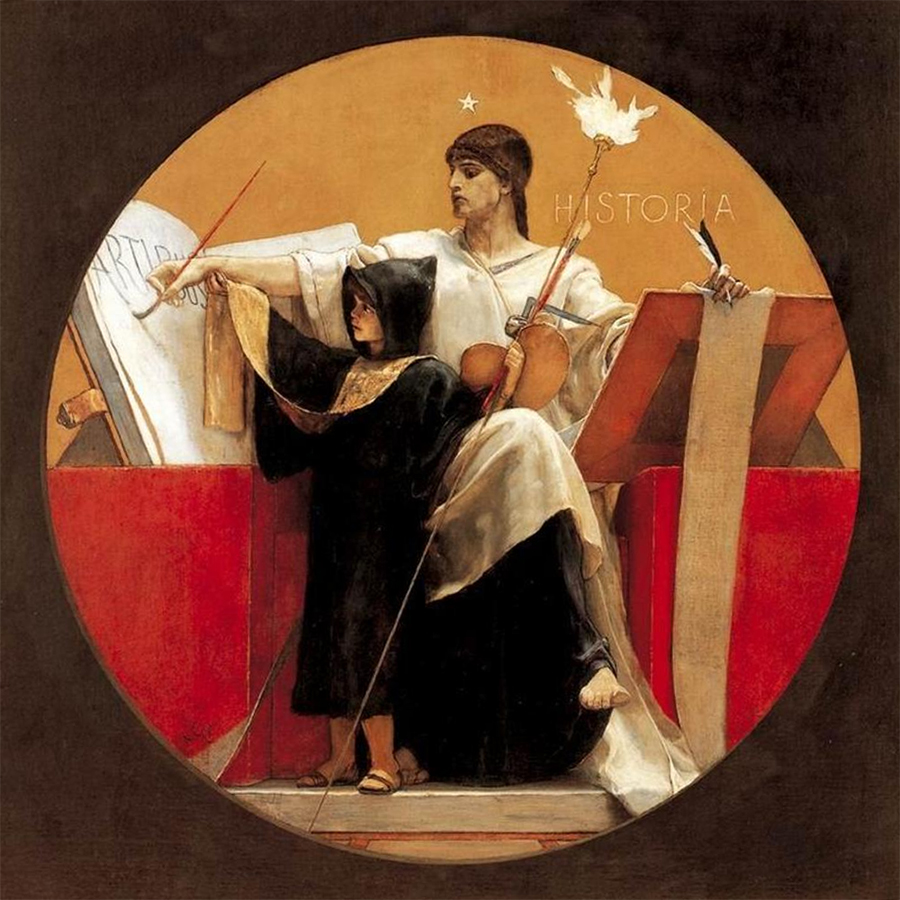
Історія (Алегорія Історії), Ніколаос Гізіс (1892)

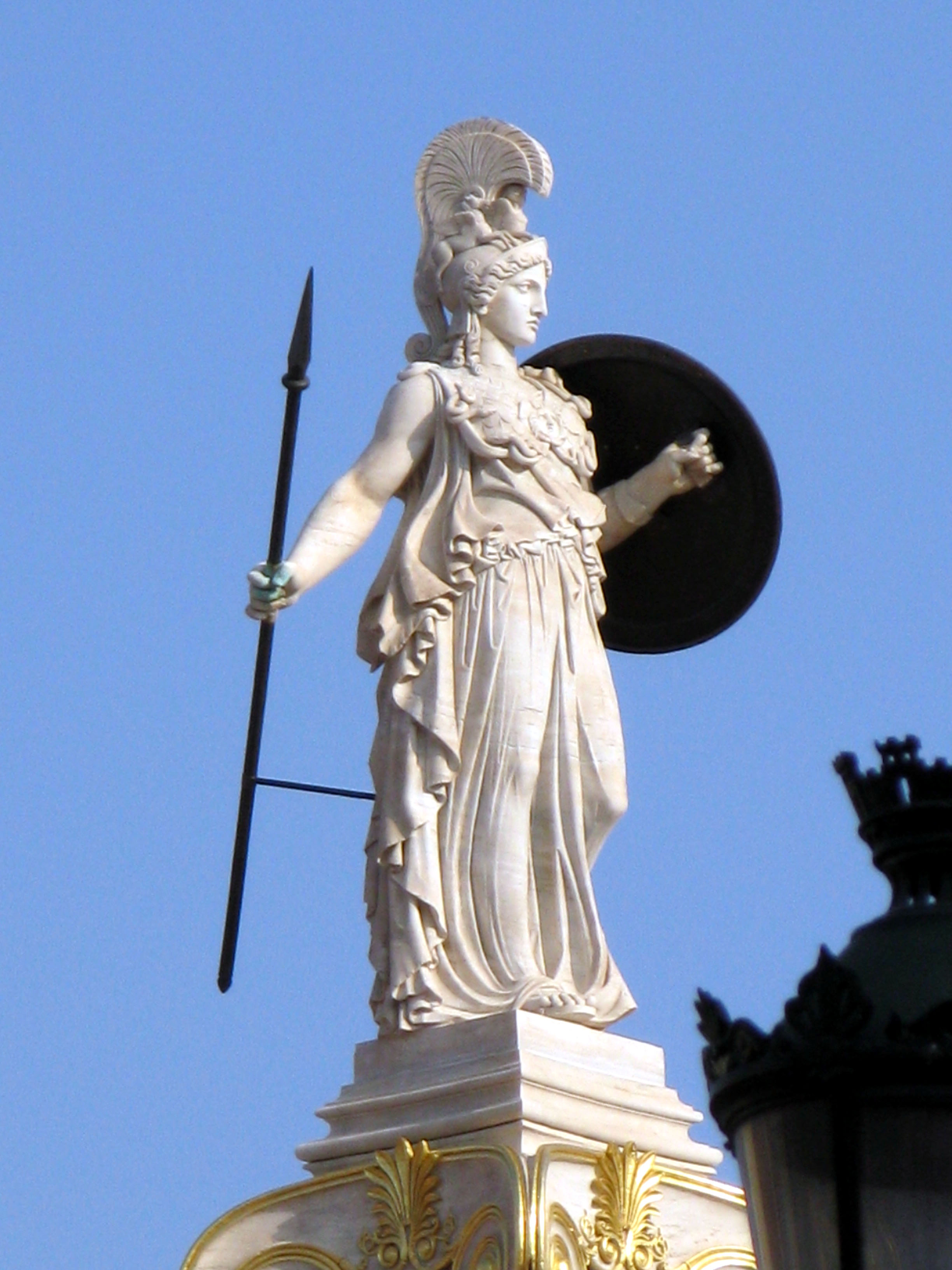
Колона Афіни (Леонідас Дросіс) встановлена перед Афінською академією

Критська школа — це школа іконопису, також відома як поствізантійське мистецтво, період розквіту якої припав на період, коли Крит був під владою венеційців наприкінці Середньовіччя, з піком після падіння Константинополя. Ця школа була домінуючою у грецькому живописі 15-го, 16-го та 17-го ст. Митці цієї школи створили особливий стиль живопису під впливом одночасно європейських та східних мистецьких традицій та рухів; найбільший відомий з них — Ель Греко, оскільки він досяг найбільшого успіху у спробі створити кар'єру у Західній Європі, та найбільше відійшов від візантійського мистецтва у пізнішій творчості.
Семиострівна школа живопису (грец. Επτανησιακή Σχολή, також відома як Школа Іонічних островів) замінила Критську школу як головна школа грецького поствізантійського живопису після того, як Крит був захоплений османами у 1669 р. Як і Критська школа, вона поєднувала візантійські традиції зі зростаючим впливом західних мистецьких рухів, але і ній з'явилися перші суттєві зображення світських сюжетів. Школа була розташована на Іонічних островах, що не були частиною оттоманської Греції, з середини 17-го ст. до середини 19-го ст.
Сучасне грецьке мистецтво виникло з утворенням Грецького королівства, і почало розвиватись десь одночасно з періодом романтизму. Грецькі митці запозичили багато елементів від західноєвропейських колег, і наслідком став виразний стиль грецького романтичного мистецтва, натхненний як революційними ідеалами так і географією та історією країни. Після століть правління османів, у Греції, яка щойно стала незалежною, було мало можливостей отримати мистецьку освіту, тому для митців навчання за кордоном було необхідним. Більшість грецьких митців 19 ст. вирішувала навчатись у Мюнхені, що тоді був важливим центром мистецтв. Пізніше вони повернулись до Греції та поширювали свої знання там, але академічні та особисті зв'язки грецькими та мюнхенськими митцями породили грецьку «Мюнхенську школу» (грецьке академічне мистецтво 19 ст.). Ніколаос Гізіс був викладачем та митцем Мюнхенської академії мистецтв і став головною фігурою серед грецьких митців. Багато з художників Мюнхенської школи предметами картин обирали грецьке щоденне життя, місцеві традиції та умови життя. В цей час з'явилося декілька відомих художників:
- Теодорос Врізакіс малював історичні картини, особливо натхненні грецькою війною за незалежність 1821 р.;
- Нікіфорос Літрас концентрувався на реалістичних зображеннях грецького життя;
- Георгіос Іаковідіс присвячував увагу немовлятам та малечі, пізніше він став першим директором нової Національної галереї Афін;
- Георгіос Ройлос також асоціювався з Мюнхенською школою, особливо у ранній творчості;
- Константінос Воланакіс отримував натхнення переважно від грецького моря

.
Іншими відомими художниками епохи були Теодоре Раллі, Іоанніс Алтамурас та народний художник Теофілос Хаціміхаіл, а скульпторами — Леонідас Дросіс (головною роботою якого став великий неокласичний орнамент Афінської академії), Лазарос Сохлс, Георгіос Віталіс, Дімітріос Філіпонтіс, Іоанніс Коссос, Яннуліс Халепас, Георгіос Бонанос та Лазарос Фіталіс.

## Основні музеї та галереї Греції

### Аттика
- Музей кікладського мистецтва
- Новий музей акрополя
- Національний археологічний музей (Афіни)
- Стоа Аттала
- Нумізматичний музей Афін
- Археологічний музей (Пірей)
- Музей Бенакі
- Національна художня галерея (Афіни)

### Салоніки
- Археологічний музей Салонік
- Музей візантійської культури

### Крит
- Археологічний музей Іракліону
- Археологічний музей (Ханья)
- Монастир Святої Трійці (Ханья)

### Корфу
- Археологічний музей (Корфу)
- Візантійський музей Антівуніотісси

### Інші
- Археологічний музей (Патри)
- Археологічний музей Олімпії
- Дельфійський археологічний музей
- Неа-Моні
- Музей сучасного мистецтва (Флорина)